# Karl Morré
Karl Morré (8. listopadu 1832 Klagenfurt – 20. nebo 21. února 1897 Štýrský Hradec) byl rakouský spisovatel, dramatik a politik německé národnosti, na konci 19. století poslanec Říšské rady.

## Biografie
Narodil se v Korutanech, ale od roku 1848 žil ve Štýrsku. Profesí byl spisovatelem. V roce 1857 nastoupil do státních služeb. Byl správním a finančním úředníkem. Ve státní službě setrval do roku 1883, kdy odešel kvůli oční nemoci. Psal divadelní hry. Jeho dílo využívalo prvků štýrského a korutanského dialektu.

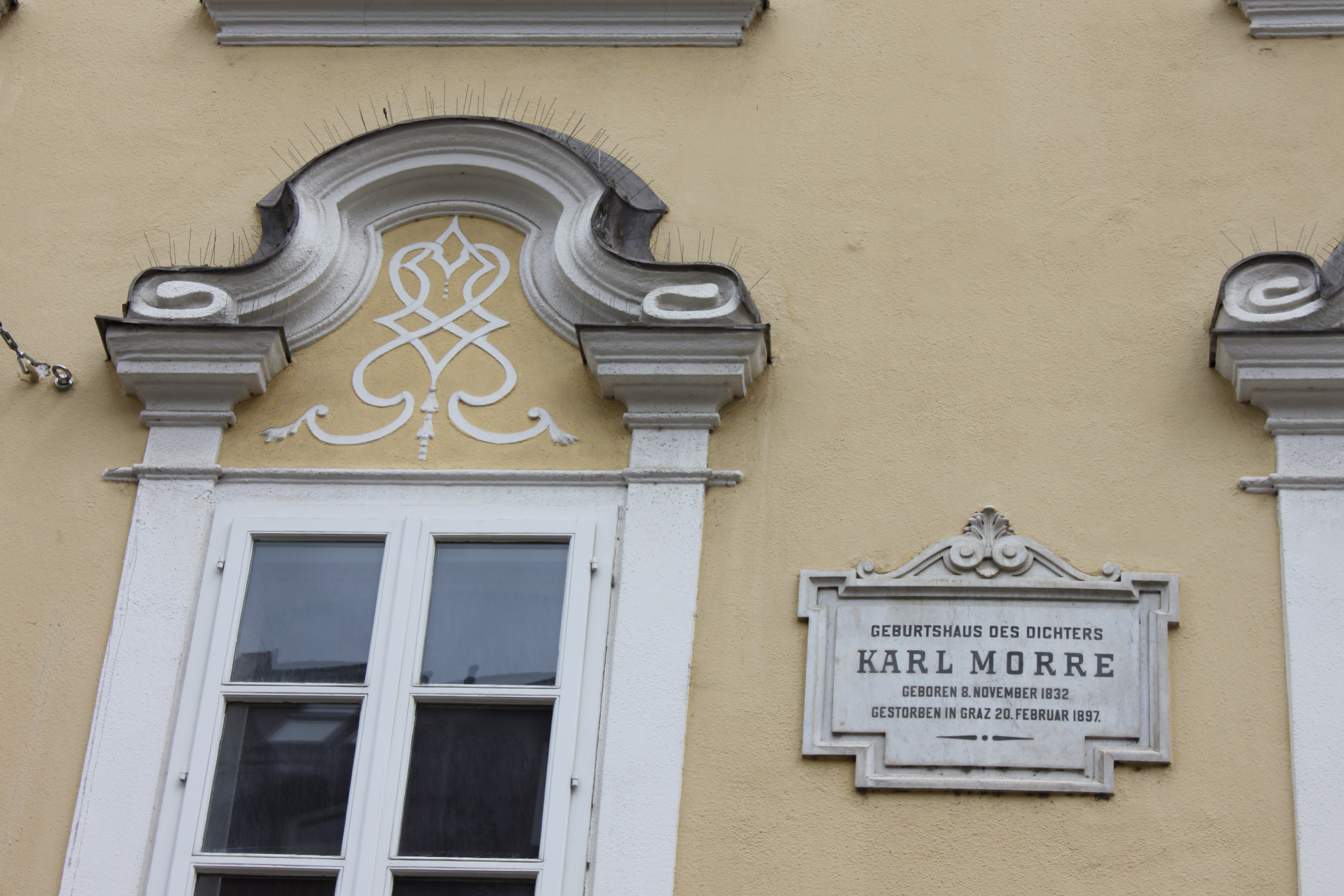
Pamětní deska na rodném domě v Klagenfurtu

Působil jako poslanec Štýrského zemského sněmu, kam byl zvolen roku 1886. V roce 1896 ho v zemských volbách porazil v kurii venkovských obcí v obvodu Štýrský Hradec konzervativec Kaltenegger. Morré pak ale byl do sněmu zvolen za obvod Leibnitz.
Byl poslancem Říšské rady (celostátního parlamentu Předlitavska), kam usedl ve volbách roku 1891 za kurii městskou ve Štýrsku, obvod Leibnitz, Deutschlandsberg atd. Rezignoval 10. října 1893, téhož dne ale opět složil slib. Ve volebním období 1891–1897 se uvádí jako Karl Morre, spisovatel, bytem Štýrský Hradec.
Po volbách roku 1891 se uvádí jako kandidát Deutschnationale Vereinigung. V rámci této nacionalistické frakce se ale přimlouval za uchování korektních vztahů s německými liberály, kteří v parlamentu tvořili klub Sjednocené německé levice. Po rozporech s vedením Deutschnationale Vereinigung rezignoval roku 1893 na mandát, byl ale ihned opětovně svými voliči do parlamentu zvolen a po zbytek svého mandátu zasedal v Říšské radě jako nezařazený poslanec. Kandidaturu ve volbách roku 1897 odmítl ze zdravotních důvodů.

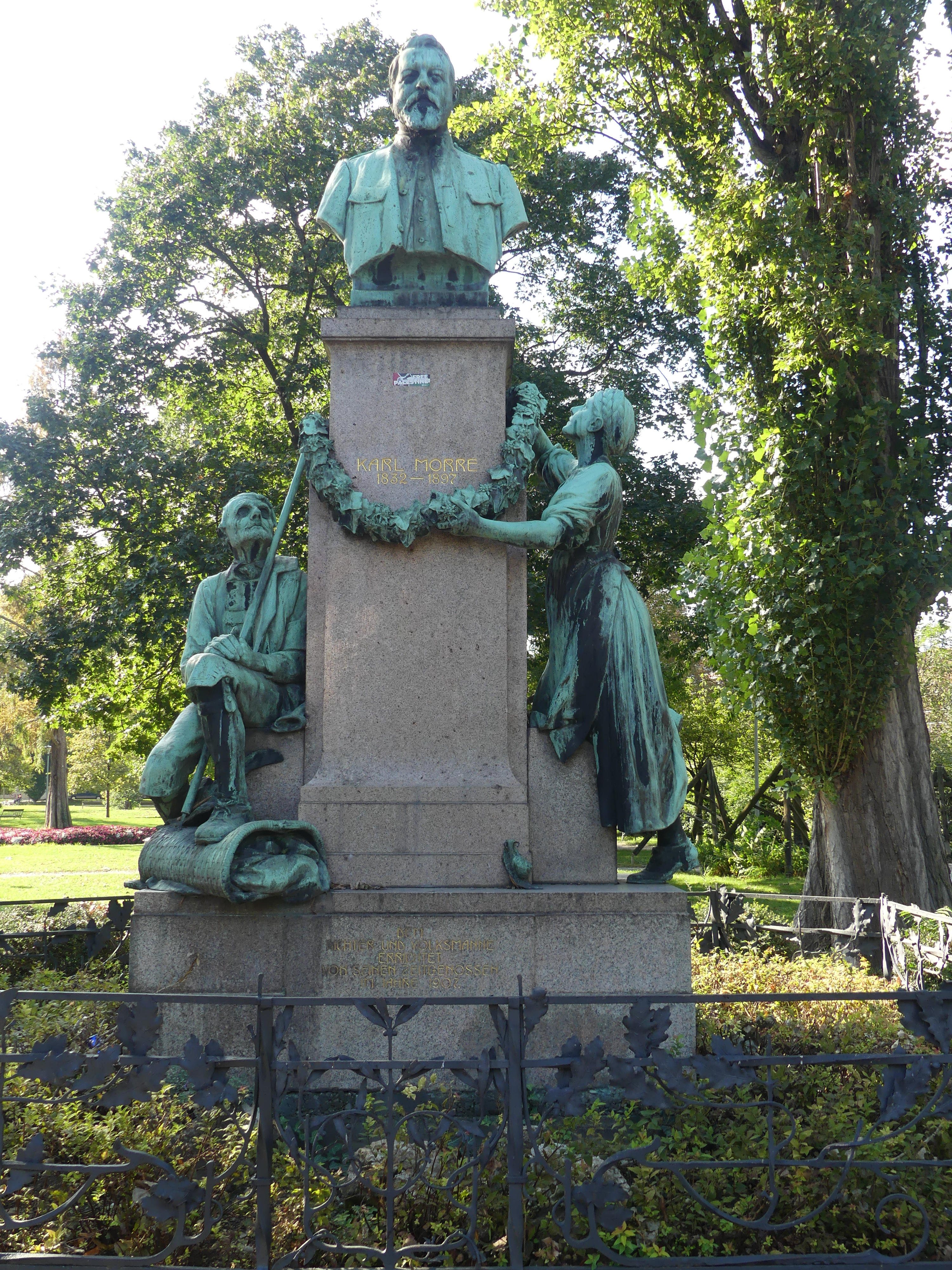
Pomník v rakouském Grazu.

Od prosince 1896 byl vážně nemocen. Trpěl srdeční chorobou. Zemřel v únoru 1897.